# Bill Mumy
Charles William Mumy Jr., conocido en el medio como Bill Mumy (San Gabriel, California, 1 de febrero de 1954), es actor, escritor y músico y una figura en el fandom de ciencia ficción. Saltó a la fama en la década de 1960 como actor infantil con apariciones en programas de televisión como The Twilight Zone, Alfred Hitchcock Presenta, y un papel en la película Dear Brigitte, seguido de un papel icónico de tres temporadas como Will Robinson en la serie de ciencia ficción de la CBS en la década de 1960 Lost in Space.

## Biografía
Sus padres fueron Charles William Mumy, un ganadero, y Muriel Gertrude Mumy. Comenzó su carrera profesional a los seis años y ha trabajado en más de cuatrocientos episodios de televisión, dieciocho películas, varios comerciales y decenas de proyectos de doblaje. También ha trabajado como músico, compositor, artista de grabación y escritor. Se casó con Eileen Joy Davis el 9 de octubre de 1986 y viven en Laurel Canyon, Hollywood Hills, Los Ángeles con sus dos hijos, Seth (n. 1989) y Liliana (n. 1994).

## Televisión y cine

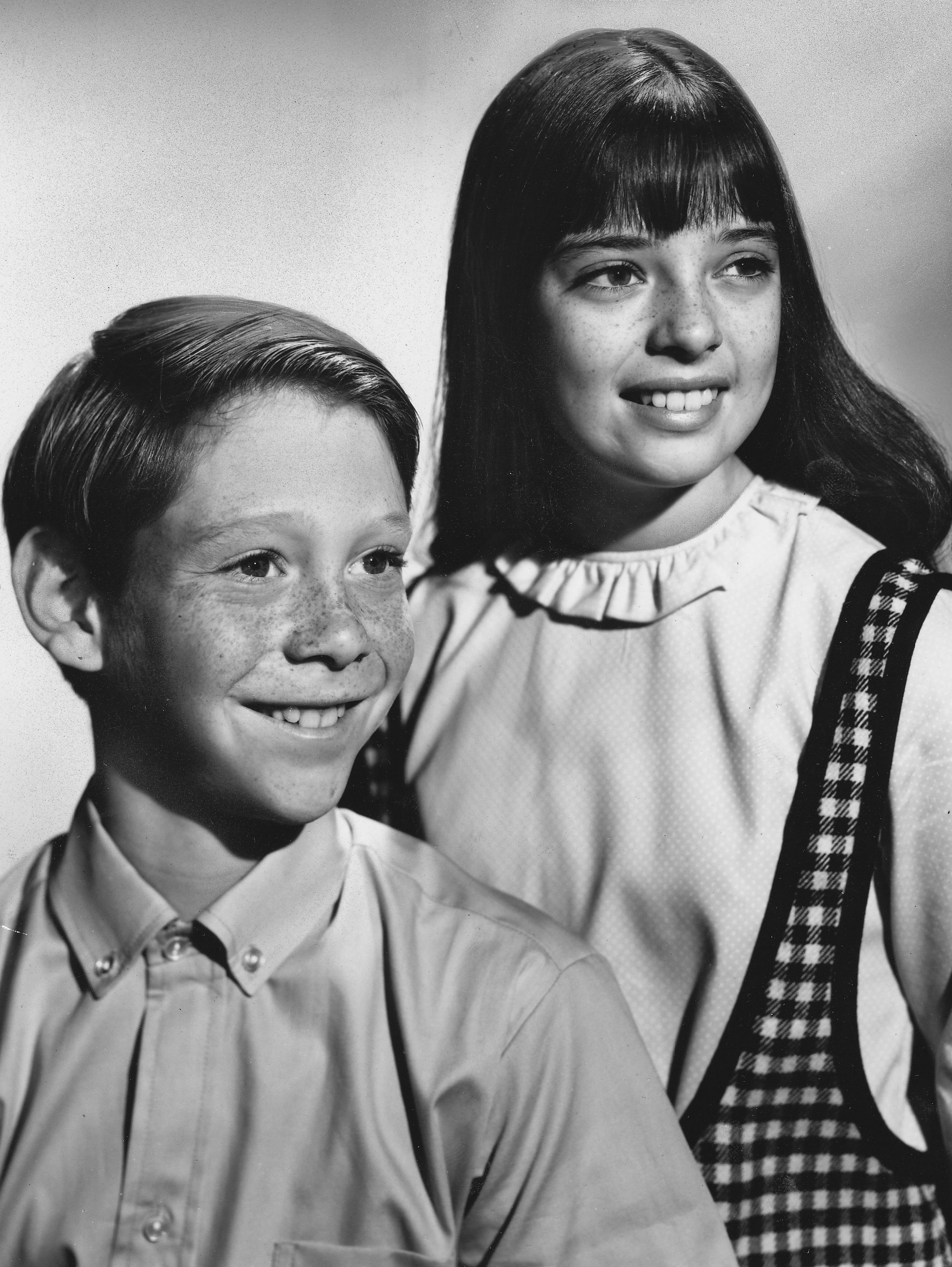
Bill Mumy junto a Angela Cartwright

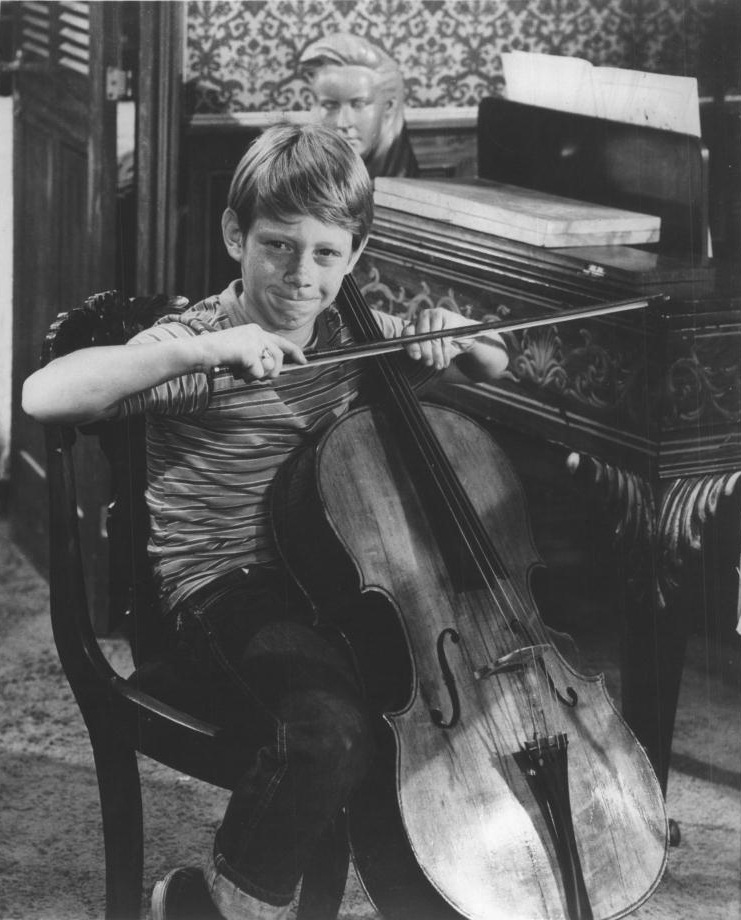
Mumy en Dear Brigitte, 1965

| Año       | Título                                   | Personaje                          | Observaciones                               |
| --------- | ---------------------------------------- | ---------------------------------- | ------------------------------------------- |
| 1961      | The Twilight Zone                        | Billy Bayles                       | episodio: "Long Distance Call"              |
| 1961      | The Twilight Zone                        | Anthony Fremont                    | episodio: "It's a Good Life"                |
| 1962      | The Alfred Hitchcock present             | Tony Mitchell                      | episodio: "House Guest"                     |
| 1962      | Walt Disney's Wonderful World of Color   | Petey Loomis                       | episodio: "Sammy, the Way-Out Seal"         |
| 1962      | The Jack Benny Program                   | 34-Lb Boy                          | episodio: "Jack and the Crying Cab Driver"  |
| 1962      | Wagon Train                              | Toddy                              | episodio: "The Sam Darland Story"           |
| 1963      | A Child Is Waiting                       | Niño que cuenta las perlas de Jean |                                             |
| 1963      | A Ticklish Affair                        | Alex Martin                        |                                             |
| 1963      | Palm Springs Weekend                     | 'Boom Boom' Yates                  |                                             |
| 1963      | The Twilight Zone                        | Young Pip Phillips                 | episodio: "In Praise of Pip"                |
| 1963      | Perry Mason                              | Miles Jefferson                    | episodio: "The Case of the Shifty Shoebox"  |
| 1964      | Bewitched                                | Orphan Boy                         | episodio: "A Vision of Sugar Plums"         |
| 1964      | The Adventures of Ozzie and Harriet      | Billy                              | 3 episodios                                 |
| 1965      | The Virginian                            | Willy                              |                                             |
| 1965      | Dear Brigitte                            | Erasmus Leaf                       |                                             |
| 1965      | I Dream of Jeannie                       | Custer                             | episodio: "Whatever Became of Baby Custer?" |
| 1965      | The Munsters                             | Googie Miller                      | episodio: "Come Back Little Googie"         |
| 1965      | Bewitched                                | Darrin niño                        | episodio: "Junior Executive"                |
| 1965-68   | Lost in Space                            | Will Robinson                      | 84 episodios                                |
| 1968      | Wild in the Streets                      | Niño                               |                                             |
| 1969      | Rascal                                   | Sterling North                     |                                             |
| 1970      | Here Come the Brides                     | Simon Bill                         | episodio: "Break the Bank of Tacoma"        |
| 1971      | Bless the Beasts and Children            | Teft                               |                                             |
| 1973      | Papillon                                 | Lariot                             |                                             |
| 1974      | The Rockford Files                       | Nick Butler                        | "Backlash of the Hunter" (piloto)           |
| 1975      | Sunshine                                 | Weaver                             | 15 episodios                                |
| 1977      | Invierno de ilusiones                    | Weaver                             | Telefilme                                   |
| 1983      | Twilight Zone: The Movie                 | Tim (Segment #3)                   |                                             |
| 1984      | Hard to Hold                             | Jugador del teclado                |                                             |
| 1988      | Matlock                                  | Dr. Irwin Bruckn                   |                                             |
| 1990      | Captain America                          | General Fleming (joven)            |                                             |
| 1991      | The Flash                                | Roger Braintree                    |                                             |
| 1991-92   | Superboy                                 | Tommy Puck                         | 3 episodios                                 |
| 1994      | Animaniacs                               | The Farmer (voz)                   |                                             |
| 1994      | The Ren & Stimpy Show                    | Dr. Brainchild (voz)               |                                             |
| 1994-98   | Babylon 5                                | Lennier                            | 109 episodios                               |
| 1995      | Batman: The Animated Series              | The Fox/Warren Lawford (voz)       |                                             |
| 1997      | The Weird Al Show                        | UPS guy                            |                                             |
| 1997      | Space Ghost Coast to Coast               | El mismo (voz)                     |                                             |
| 1998      | Star Trek: Deep Space Nine               | Kellin                             | episodio: "The Siege of AR-558"             |
| 1998      | Lost In Space Forever                    | El mismo/Will Robinson             | Especial de TV                              |
| 2000      | Buzz Lightyear of Star Command           | Eon                                | 2 episodios                                 |
| 2003      | The Twilight Zone: Series                | Adulto Anthony Fremont             | episodio: "It's Still A Good Life"          |
| 2004      | Comic Book: The Movie                    | El mismo                           | Video                                       |
| 2005      | Holly Hobbie and Friends: Surprise Party | Bud Morris (voz)                   | Solo DVD                                    |
| 2009      | The Bolt Who Screwed Christmas           | Knob Ratchett                      | Corto de teatro                             |
| 2013-14   | Bravest Warriors                         | Beth's father (voice)              | Serie Web 4 episodios                       |
| 2014      | Transformers: Rescue Bots                | Vigil (voice)                      | 2 episodios                                 |
| 2018      | The Loud House                           | Timothy "Tim" McCole (voz)         | episodio: "A Fridge Too Far"                |
| 2018-2019 | Lost in Space (2018)                     | Dr. Zachary Smith                  | 2 episodios                                 |